# Juzō Kagoshima
Juzō Kagoshima (鹿児島 寿蔵, Kagoshima Juzō), né le 10 décembre 1898 à Fukuoka - mort le 22 août 1982, est un poète et fabricant de poupées traditionnelles japonaises, désigné à ce titre Trésor national vivant du Japon dans la catégorie « fabrication de poupées » en 1961.

## Biographie
Kagoshima naît le 10 décembre 1898 dans le quartier Kawabata de Fukuoka, fils ainé d'Otogorō et Naka Kagoshima. Il apprend la technique de fabrication de poupées auprès d'Arioka Yonejirō? (有岡米次郎). Kagoshima commence par la fabrication de poupées en terre cuite, puis en 1932 par celle de « poupées shiso » (紙塑人形,  ningyō) auxquelles il se consacre par la suite. En 1934, il rejoint le groupe d'artisanat Kōjutsukai (甲戌会).
Poète, Kagoshima fait partie du groupe des fondateurs du magazine Tanka Araragi. Ses maîtres sont les poètes Akahiko Shimagi (1876–1926) et Bunmei Tsuchiya. Kagoshima est commandeur de 3e classe de l'ordre du Trésor sacré. En 1968, il est couronné du prix de poésie Chōkū pour Furusato no akashi (故郷の灯).

## Œuvres (sélection)
- 1950 Masaoka Shiki (正岡子規 ), anthologie tanka
- 1975 Haha no kuni (ははのくに)

## Source de la traduction
- (de) Cet article est partiellement ou en totalité issu de l’article de Wikipédia en allemand intitulé « Kagoshima Juzō » (voir la liste des auteurs).